# Nguyễn Đức Nghi
Nguyễn Đức Nghi là một sĩ quan cao cấp của lực lượng Công an nhân dân Việt Nam, quân hàm Thiếu tướng. Ông là Tư lệnh đầu tiên của Sở Cảnh sát Phòng cháy chữa cháy thành phố Hà Nội.

## Tiểu sử
Nguyễn Đức Nghi là đảng viên Đảng Cộng sản Việt Nam.
Trước tháng 7 năm 2011, ông là Đại tá, Phó Giám đốc Công an thành phố Hà Nội.
Sáng ngày 1 tháng 7 năm 2011, tại Hà Nội, Bộ Công an và Công an TP Hà Nội tổ chức lễ công bố quyết định thành lập Sở Cảnh sát Phòng cháy và chữa cháy TP Hà Nội. Đại tá Nguyễn Đức Nghi, Phó Giám đốc Công an thành phố Hà Nội được bổ nhiệm làm giám đốc Sở Cảnh sát Phòng cháy và chữa cháy thành phố Hà Nội.
Ngày 6 tháng 10 năm 2015, Nguyễn Đức Nghi nhận quyết định nghỉ hưu. Phó Giám đốc Hoàng Quốc Định lên thay thế chức vụ Giám đốc Cảnh sát PC&CC TP Hà Nội.
Nguyễn Đức Nghi được bầu làm Chủ nhiệm Câu lạc bộ sĩ quan hưu trí Công an Thủ đô nhiệm kỳ 2018 - 2021.

## Lịch sử thụ phong quân hàm
| Năm thụ phong | –           |
| ------------- | ----------- |
| Quân hàm      |             |
| Cấp bậc       | Thiếu tướng |